# Plebiscito de Colombia de 1957
El plebiscito de 1957 en Colombia fue una consulta popular para aprobar una reforma constitucional cuyo contenido validaba lo que pasó a conocerse como el Frente Nacional (FN): el acuerdo de paz entre los partidos Conservador y Liberal, tras una década de guerra civil no declarada.
El texto de la votación tuvo 14 artículos políticos y jurídicos relativamente complejos, en los que se establecía la mecánica del FN pero también de la igualdad de derechos entre hombres y mujeres, y la obligación del Gobierno de invertir “no menos del 10 por ciento” de su presupuesto en la educación.
La votación en el plebiscito fue de 4 169 294 votos en favor del ‘Sí’, contra 206 654 en favor del ‘No’ y 20 738 votos en blanco, siendo una de las elecciones con el más alto nivel de participación electoral en la historia del país.
El acontecimiento marcaría un antes y un después en la democracia de Colombia. Debido a que, por primera vez, las mujeres del país se acercaron a las urnas y salas de votación a ejercer su derecho al voto.

## Campaña

### No
Allegados y ex partidarios de Mariano Ospina Pérez, junto a personas dirigidas por Gilberto Alzate Avendaño, fueron aquellas que respaldaron la visión del "No" en el Plebiscito, teniendo a Jorge Leyva Urdaneta como Líder de campaña a esta moción, apoyado por el Partido Comunista.
Esta postura frente a la situación se ve argumentada de manera que, no se consideraba justo el Plebiscito, debido a que los únicos beneficiados como Partido vendrían siendo los Liberales y Conservadores. Esto dejaba varios partidos por fuera del proceso.

### Sí
Apoyado por Alberto Lleras Camargo, el Partido Liberal  y el Partido Conservador asegurando que se iría la influencia militar y regresaría la democracia al país.